# Taiši Taguči
Taiši Taguči (* 16. březen 1991) je japonský fotbalista.

## Klubová kariéra
Hrával za Nagoya Grampus.

## Reprezentační kariéra
Taiši Taguči odehrál za japonský národní tým v letech 2014 celkem 3 reprezentační utkání.

## Statistiky
| Japonsko | Japonsko | Japonsko |
| Roky     | Záp.     | Góly     |
| -------- | -------- | -------- |
| 2014     | 3        | 0        |
| Celkem   | 3        | 0        |